# كأس كرواتيا 2006–07
كأس كرواتيا 2006–07 (بالكرواتية: Hrvatski nogometni kup 2006./07.)‏ هو الموسم 16 من كأس كرواتيا. أقيم خلال الفترة 30 أغسطس 2006 وحتى 26 مايو 2007، وأشرف على تنظيمه اتحاد كرواتيا لكرة القدم، وكان عدد الأندية المشاركة فيه 48، وفاز فيه نادي دينامو زغرب.